# Тхайкусин

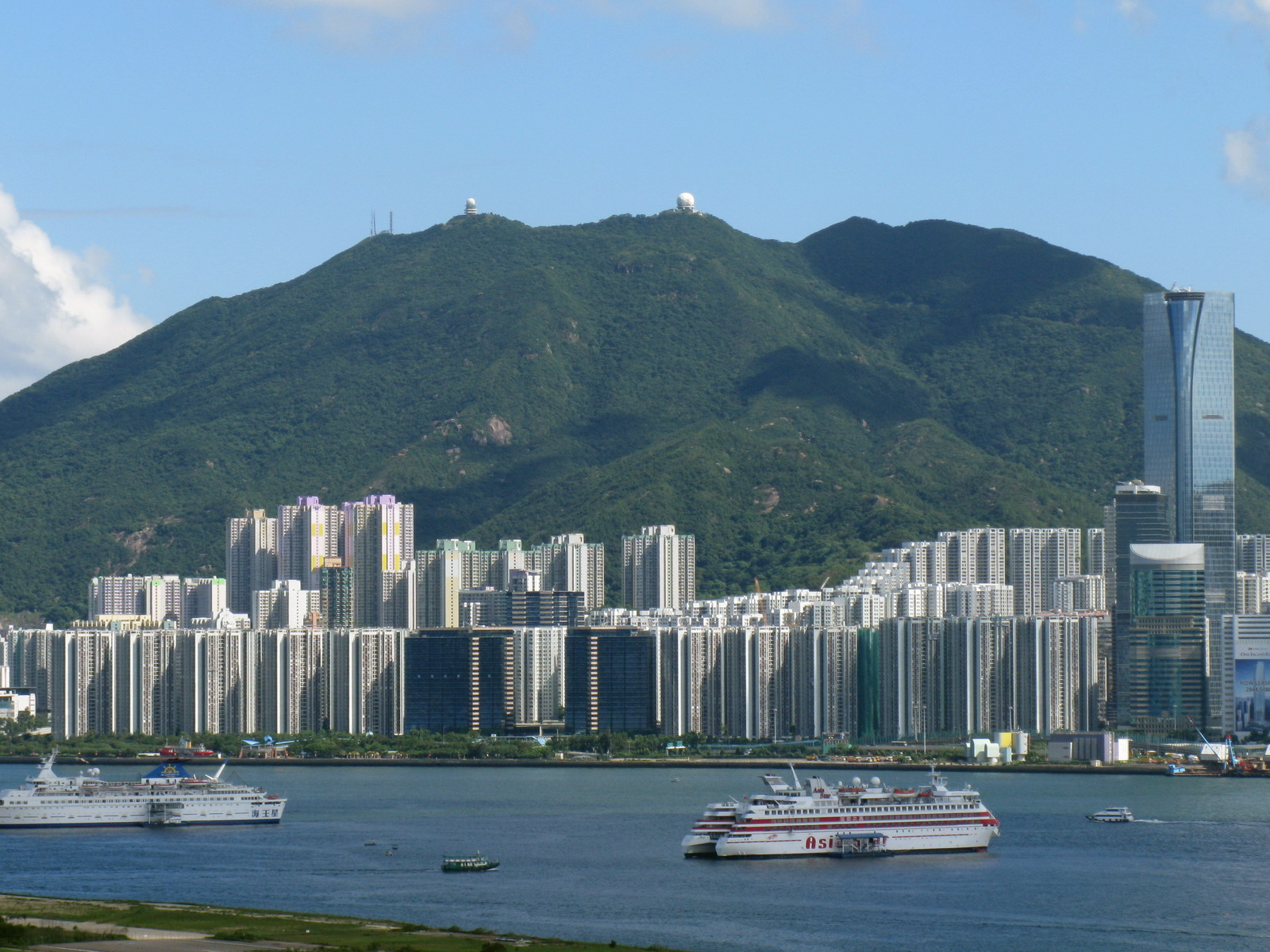
Тхайкусин и гора Маунт-Паркер

Тхайкуси́н? (иер. 太古城, ютпх. Taai3gu2sing4, кит.-рус. Тайгучэн, англ. Taikoo Shing) — гонконгский район, входящий в состав Восточного округа. Расположен в северо-восточной части острова Гонконг, со всех сторон окружён территорией района Куорри-Бэй. Насчитывает более 60 жилых башен, в которых размещаются около 12,7 тыс. квартир.
В Тхайкусин проживает более 60 тыс. человек. Это популярное место жительства японцев и корейцев (сотрудников международных корпораций, работающих в гонконгских офисах). С севера к Тхайкусин примыкает парк Куорри-Бэй, в центре района расположен сквер Пьяцца Верде.

## История
В конце XIX века торговый дом Swire приобрёл в районе Куорри-Бэй землю, на которой построил большой сахарный завод Taikoo Sugar. В начале XX века по соседству началось строительство верфей Taikoo Dockyard (первое судно было спущено на воду в 1910 году). Наряду с другой гонконгской компанией, Hong Kong and Whampoa Dock, верфи Taikoo Dockyard строили крупнейшие в мире суда той эпохи. В 1972 году верфи Taikoo Dockyard были закрыты, в 1973 году была создана компания Hong Kong United Dockyard, в состав которой вошли Taikoo Dockyard и Hong Kong and Whampoa Dock (совместное предприятие Hutchison Whampoa и Swire Group). В конце 1970-х годов старые верфи были перемещены на остров Чхинъи, а на освободившейся территории началось строительство большого жилого района для среднего класса.
Тхайкусин
В 1982 году была закончена первая очередь торгового центра Cityplaza (он несколько раз реконструировался и расширялся), в 1984 году было открыто скоростное шоссе Айленд-истерн-коридор, в 1985 году рядом с Тхайкусин открылась станция метро Тхайку. В 1992 году были закончены офисные башни Cityplaza Three и Cityplaza Four, в 1997 году состоялось открытие обновлённого торгового центра и офисных башен Cityplaza One и Cityplaza Two (старый торговый центр был полностью снесён в середине 1990-х годов). В 2007 году был снесён продуктовый рынок, на месте которого вырос отель EAST.

## Экономика

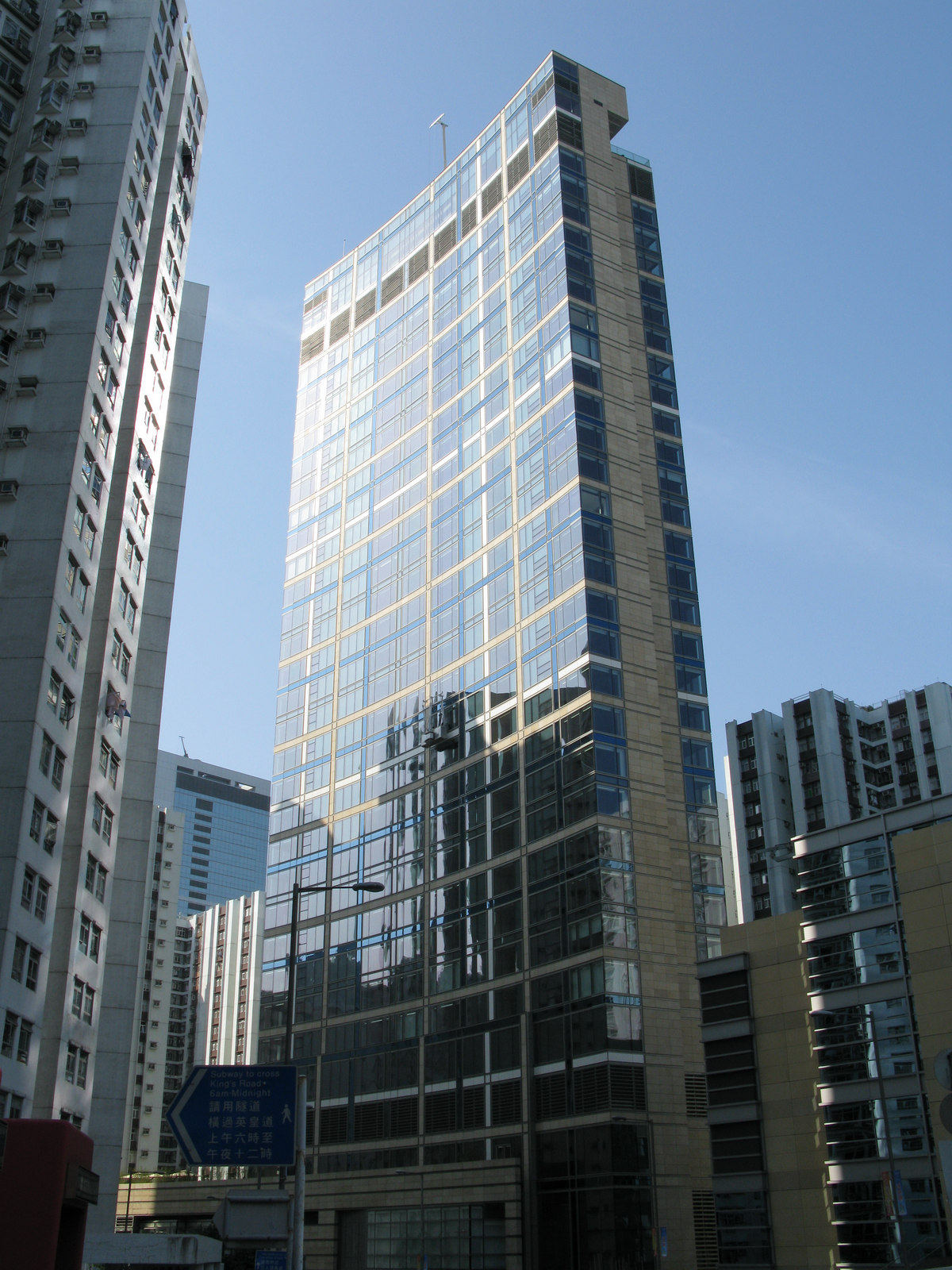
Гостиница EAST

Тхайкусин является частным жилым комплексом, входящим в состав проекта Island East компании Swire Properties (наряду с несколькими жилыми микрорайонами в него входят торгово-офисный комплекс Cityplaza и отель EAST).
Сегодня в торговом центре Cityplaza расположены универмаг Wing On, магазины H&M, Marks & Spencer, Coach, Levi’s, Adidas, Nike, Columbia, Timberland, Bossini, Apple Store, кинотеатр, а также множество ресторанов и кафе (в том числе McDonald’s, Starbucks, Food Republic и Café de Coral). Также в комплекс Cityplaza входят офисные башни Cityplaza Two (134 м), Cityplaza One (105 м), Cityplaza Three и Cityplaza Four (по 81 м каждая).
Жилые комплексы района Тхайкусин:
- Tsui Woo Terrace (翠湖台), построен в 1977—1978 годах[12].
- Kao Shan Terrace (高山台), построен в 1977—1979 годах[13].
- Kam Din Terrace (金殿台), построен в 1979 году[14].
- On Shing Terrace (安盛台), построен в 1980—1981 годах[15].
- Harbour View Gardens (海景花園), построен в 1981—1985 годах[16][17].
- Sing Fai Terrace (星輝台), построен в 1983—1984 годах[18].
- Kwun Hoi Terrace (觀海台), построен в 1985 году[19].
- Horizon Gardens (海天花園), построен в 1986—1987 годах[20].

## Транспорт

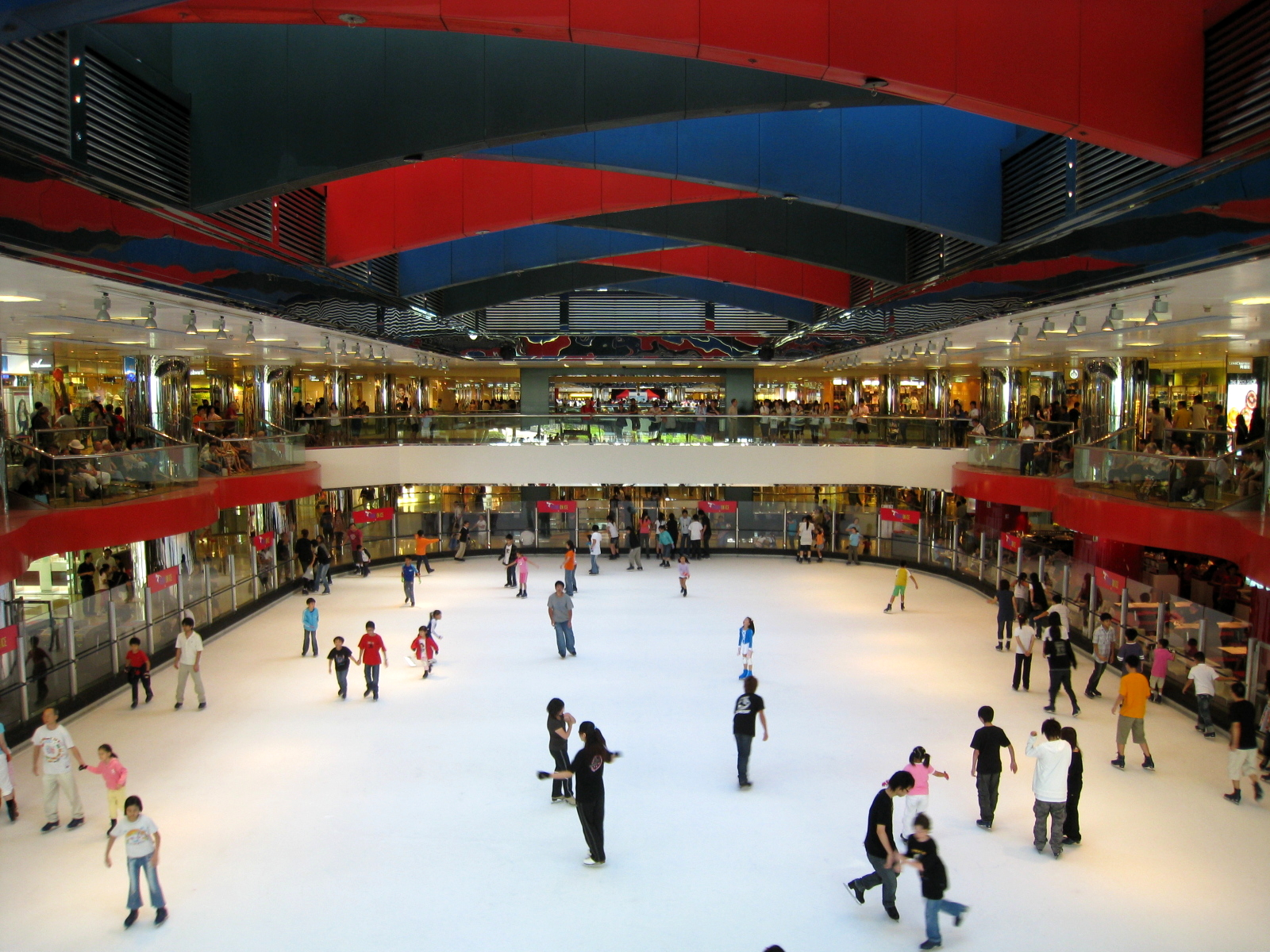
Ледовый каток в Cityplaza

Главными транспортными артериями Тхайкусин являются улицы Айленд-истерн-коридор, Кингс-роуд, Тхайкусин-роуд и Тхайкувань-роуд. Через район пролегает широкая сеть автобусных маршрутов (в том числе и микроавтобусов). Торговый центр Cityplaza соединён со станцией метро Тхайку эскалатором.

## Культура и образование
В районе базируются престижная канадская международная школа Делия, основанная в 1986 году, и несколько детских садиков.

## Спорт
В торговом центре Cityplaza расположен ледовый каток Cityplaza Ice Palace. Большинство жилых комплексов премиального сегмента имеют бассейны, корты для бадминтона и сквоша, тренировочные мини-поля для гольфа, фитнес-центры, детские игровые площадки и площадки для занятий тайцзицюань.